# Премія Лейбніца
Премія Ґотфріда Вільгельма Лейбніца (нім. Förderpreis für deutsche Wissenschaftler im Gottfried Wilhelm Leibniz-Programm der Deutschen Forschungsgemeinschaft) — премія, яку присуджує Німецьке науково-дослідне товариство (DFG - Deutsche Forschungsgemeinschaft) за видатні наукові досягнення вченим, що працюють у Німеччині.
Премія була заснована у 1986 році та названа ім'ям вченого Ґотфріда Вільгельма Лейбніца(1646-1716).
Кожен лауреат отримує до 2,5 млн. євро. Це найбільша премія в світі за наукові досягнення. Лауреати премії Лейбніца не можуть витрачати ці гроші на особисті потреби: вони зобов'язані протягом семи років витратити їх на фінансування науково-дослідних проєктів. У виборі цих проєктів їм надається повна свобода.
Шість лауреатів премії Лейбніца стали і нобелівськими лауреатами: Гартмут Міхель (хімія — 1988), Ервін Неєр та Берт Закман (медицина — 1991), Крістіана Нюсляйн-Фольгард (медицина — 1995), Теодор Генш (фізика — 2005) та Ґергард Ертль (хімія — 2007).

## Лауреати

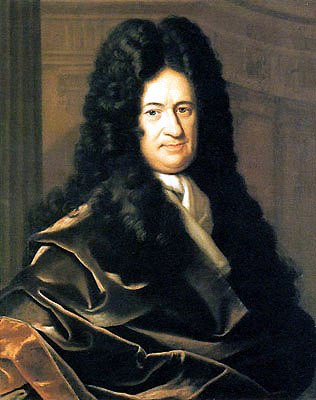
Ґотфрід Вільгельм Лейбніц. Портрет Крістофа Бернарда Франке. Герцога Антона Ульріха-музей. Брауншвейг

2014
- Артеміс Алексіада — Лінгвістика. Штутгартський університет
- Армін фон Боґданді — Міжнародне право. Товариство імені Макса Планка
- Андреас Драйцлер — Фізика. Технічний університет Дармштадта
- Крістоф Шульц  — Фізика. Університет Дуйсбург-Ессен
- Ніколь Дюбільє — Біологія. Бременський університет
- Лайф Коббельт — Інформатика. Рейнсько-Вестфальський технічний університет Аахена
- Лауренс Моленкамп — Фізика. Вюрцбурзький університет
- Брігітте Редер — Психологія. Гамбурзький університет
- Ірмгард Зінніґ — Біологія. Гейдельберзький університет Рупрехта-Карла
- Райнер Вазер — Електроніка. Рейнсько-Вестфальський технічний університет Аахена, Юліхський дослідницький центр
- Ларс Цандер — Онкологія / Гепатологія. Тюбінгенський університет

2016
- Родніна Марина Володимирівна — Фізична біохімія. Інститут біофізичної хімії Товариства Макса Планка